# Aero Rent

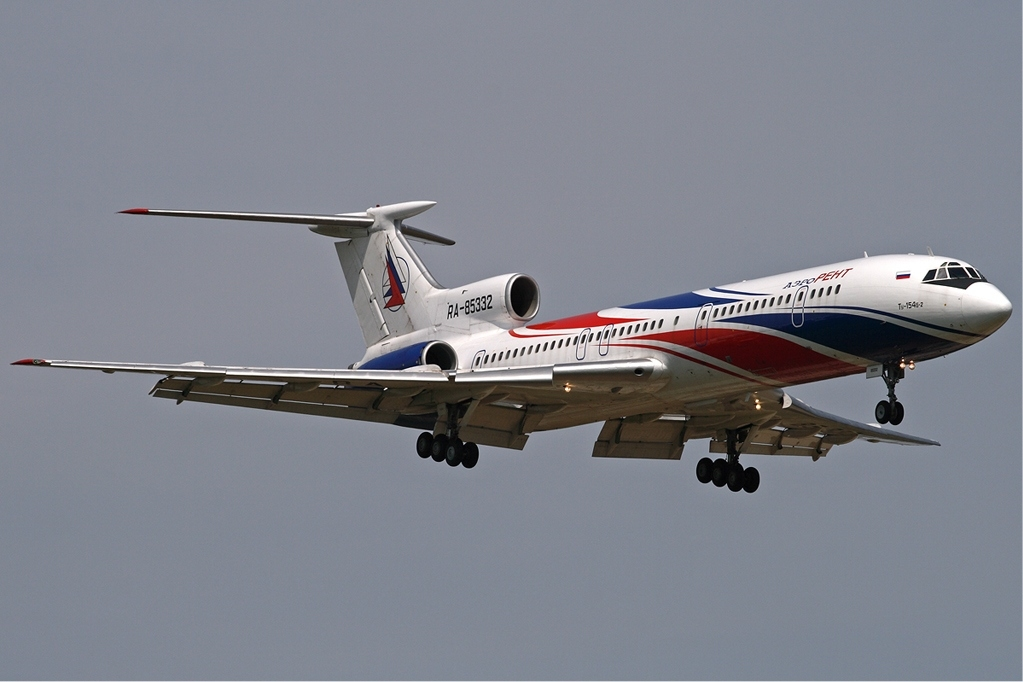
Tu-154B-2 Aero Rent

Aero Rent – rosyjska linia lotnicza do przewozu VIPów. Głównym portem lotniczym jest port lotniczy Moskwa-Wnukowo.
Rozpoczęła działalności w 1996, zakończyła w listopadzie 2011.

## Flota
Stan na 2009 rok.